# Ambérieux-en-Dombes
Ambérieux-en-Dombes is een gemeente in het Franse departement Ain (regio Auvergne-Rhône-Alpes). De naam van de gemeente herinnert aan de voormalige provincie Dombes.

## Geografie
De oppervlakte van Ambérieux-en-Dombes bedroeg op 1 januari 2022 15,92 vierkante kilometer; de bevolkingsdichtheid was toen 120,4 inwoners per km².
De onderstaande kaart toont de ligging van Ambérieux-en-Dombes met de belangrijkste infrastructuur en aangrenzende gemeenten.

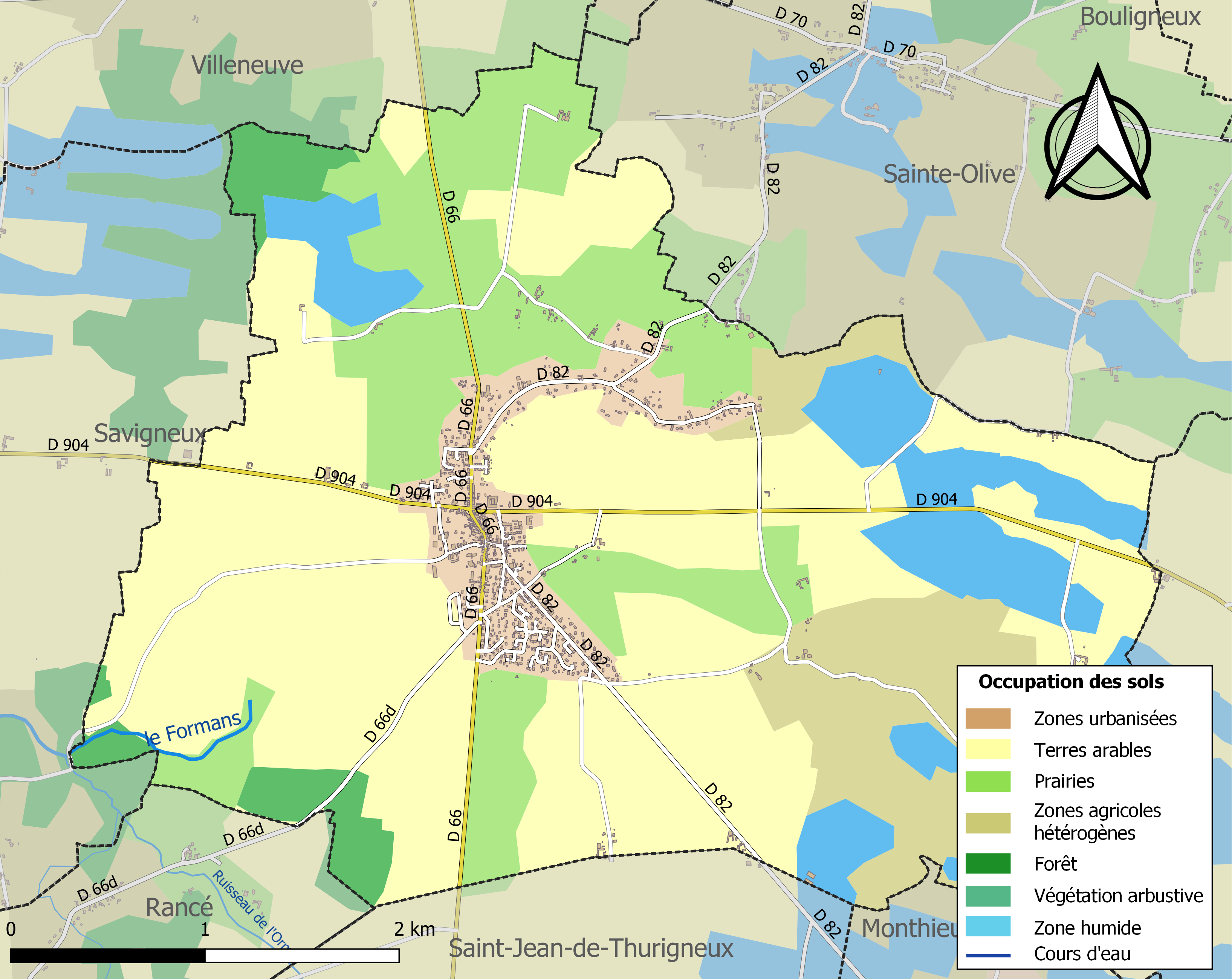

## Demografie
Onderstaande figuur toont het verloop van het inwoneraantal van Ambérieux-en-Dombes vanaf 1968. De cijfers zijn afkomstig van het Frans bureau voor statistiek en bevatten geen dubbel getelde personen (zoals studenten en militairen).
Vanwege een beveiligingsprobleem met de MediaWiki Graph-software is het momenteel niet mogelijk deze grafiek weer te geven. Zodra de software is bijgewerkt zal de grafiek vanzelf weer zichtbaar worden.